# Aurora (Nova)
Aurora is de debuutsingle van Nova. Het is afkomstig van hun eveneens debuutalbum Terranova. Album en single waren opgenomen in de destijds al fameuze Wisseloordstudio's. The Rolling Stones en Genesis waren Nova voorgegaan. Nova maakte makkelijk in het gehoor liggende elektronische muziek in de trant van Jean Michel Jarres Oxygene. Aurora kwam nog terug op hun coveralbum The world of synthesizers. De single had een lange aanlooptijd nodig om in de hitparades te komen, maar haalde wel de nummer 1-positie.
B-kant Reel stond niet op het album. Ook op dat nummer is de invloed van Jarre ruimschoots aanwezig.

## Hitnotering

### Nederlandse Top 40
| Positie: | 24 | 8 | 2 | 1 | 1 | 2 | 5 | 11 | 21 | 35 | uit |

### Nationale Hitparade
| Positie: | 25 | 7 | 2 | 1 | 1 | 1 | 3 | 5 | 14 | 22 | 48 | uit |

### BelgischeBRT Top 30
| Positie: | 11 | 5 | 2 | 1 | 2 | 4 | 10 | 26 | uit |

### VlaamseUltratop 50
| Positie: | 28 | 12 | 5 | 2 | 2 | 1 | 3 | 9 | 24 | 38 | uit |

### NPO Radio 2 Top 2000
Aurora stond alleen in 2000 in de NPO Radio 2 Top 2000, op plek 1815.